# Anomalía (groupe)
 (juin 2018).
Pour les articles homonymes, voir Anomalia.
Anomalía est un groupe argentin de deathcore, originaire de San Fernando, dans la province de Buenos Aires.

## Historique

### Origines et débuts
Le groupe est formé en 2005 par David Iapalucci et Martín Gianella, qui ont décidé de lancer un projet musical dans le genre metal extrême. Damián Lescano rejoint le groupe à la batterie, et tous commencent à composer les premières chansons. Puis, avec l'arrivée de Fabián Galán au chant, le groupe se consolide. Avec le temps, le groupe décide de se passer de son batteur en raison de divergences concernant l'importance du projet, et Gabriel Fumagalli est recruté.
Les influences variées du groupe ne permettent pas de le catégorise en un seul genre. Des éléments thrash metal et le death metal, notamment, se mêlent à des riffs mélodiques de guitare, d'une part avec une voix death metal, et d'autre part avec des arrangements et des harmonisations qui se réfèrent au metalcore et au deathcore américain. Anomalía est considéré comme « le premier groupe de metalcore du pays »  par Hugo García — codirigeant du programme radio Tiempos violentos (FM Rock & Pop).

### After the End
En 2005, Anomalía enregistre sa première démo intitulée After the End, et commence à se populariser dans la scène underground du metal extrême. Après avoir fait ses débuts scéniques le 21 juin 2005 dans un Bar de Tigre, le groupe commence à gagner des adeptes das un public lié aux différents styles du genre. Peu de temps après, Anomalía commence à jouer régulièrement dans la capitale fédérale.
Au cours de 2006 et 2007, Anomalía est présenté dans la capitale fédérale et au Grand Buenos Aires avec des groupes tels que Mastifal, Avernal, Dragonauta, Warbreed, Sorgsen, Embodiment, Pronoia, et bien d'autres. En 2007, Fabián Galán décide d'abandonner le groupe pour des raisons personnelles, et à la fin de cette année, Ramiro Arias (ex-Numeros Primos, Dar Sangre, Engelhaft) le remplace.

### Mea Culpa
En juin 2008, Anomalía enregistre son premier album studio, aux studios La Nave De Oseberg. Dans le même mois, pendant l'enregistrement, Martín Gianella décide de quitter le groupe et, à la fin de 2008, Matías Casse se joint à eux à la basse. Cet album est prévu en août 2012.
À la fin de l'année 2017, le groupe décide d'expulser Ramiro Arias à la suite de plusieurs plaintes pour violences.

## Membres

### Membres actuels
- David Iapalucci - guitare, chant
- Ariel Olarte - basse
- Javier Cuello - batterie

### Anciens membres
- Ramiro Arias - chant
- Martin Gianella - basse
- Damián Lescano - batterie
- Fabian Galan - chant
- Gabriel Fumagalli - batterie
- Matias Casse - basse

## Discographie

### Albums studio
- 2012 - Mea Culpa
- 2015 - Una vida en el infierno

### EP
- 2006 : After the End (démo)